# オルサ (フリゲート)
オルサ（イタリア語: Orsa, F 567）は、イタリア海軍のルポ級フリゲート4番艦。艦名はおおぐま座に由来する。

## 艦歴
「オルサ」は、リウーニティ造船リヴァ・トリゴソ造船所で建造され1974年10月11日に起工、1979年3月1日に進水、1980年3月1日に就役する。
1990年8月、湾岸危機の発生に伴い「A5327 ストロンボリ」、「F572 リベッチオ」と共に、第一陣としてペルシャ湾に派遣される。帰還後にSATCOM衛星通信装置やSPS-702 CORA水上レーダーなど電子兵装を中心に近代化改修工事が行なわれる。
2002年、ペルー海軍に売却される。

## FM-55 アギーレ
アギーレ（スペイン語: BAP Aguirre, FM-55）。ペルー海軍ではカルバハル級フリゲートに分類され、5番艦となっている。艦名は19世紀の太平洋戦争において活躍したエリアス・アギーレ・ロメロ（es:Elías Aguirre Romero）に由来する。
ペルー海軍は1970年代から1980年代にかけて旧式化した艦艇の更新を目的としたカスティーリャ計画（Proyecto Castilla）を進めていた。この動向に対してイタリア海軍は同型艦を売却した実績から中古艦の売却交渉がすすめられていた。2002年に「ルポ」と共に売却され、引渡しに備えての諸作業が進められる。2004年11月3日にフィンカンティエリムッジャーノ造船所においてペルー海軍に引き渡され「アギーレ」と命名される。2005年5月6日にラ・スペツィアを出港し6月11日にペルーカヤオに到着し、新たな任務に就く。